# عماد عمران
عماد يحيى عبد الجواد عمران أو توفيق شوفالي (1965 -13 سبتمبر 2024) من مواليد قرية بورين جنوب نابلس. في عام 1985 اعتقلته السلطات النمساوية بعد إصابته بجراح وتنفيذه عملية مطار فيينا استهدفت شركة إل عال الإسرائيلية للطيران، رداً على مجزرة صبرا وشاتيلا وكان يبلغ من العمر 20 عاماً وحكمت عليه بالسجن المؤبد. توفي في سجن كريمس بالنمسا حيث أمضى ما يزيد عن 40 عاماً بالاعتقال.

## حياته النضالية
التحق عماد عمران بصفوف الثورة الفلسطينية وشارك في التصدي لاجتياح بيروت عام 1982، وفي عام 1985 كان واحدا من منفذي عملية مسلحة في مطار فيينا نفذت بالتزامن مع عملية ثانية في مطار روما الدولي، حيث أسفرت محاولة لاحتجاز رهائن أمام مكتب شركة الطيران الإسرائيلية "العال" الى اشتباك مسلح مع قوى الأمن أدى إلى ثلاثة قتلى وعشرات من الجرحى. وقد أعلنت حركة فتح - المجلس الثوري التي كان يرأسها صبري البنا (ابو نضال) مسؤوليتها عن العملية التي اعتبرتها رداً على مجزرة صبرا وشاتيلا وعلى مجزرة حمّام الشط في تونس، بعد أن هاجم الطيران الإسرائيلي اجتماعا لمنظمة التحرير في 1 اكتوبر 1985.
في عام 1985 تمكن عمران من الهرب من السجن، إلا أن السلطات النمساوية أعادت القبض عليه، وفي عام 1996 شارك في أحداث التمرد بسجن غراتس كارولاو [الإنجليزية] النمساوي، حيث احتجز ومعتقلون آخرون رهائن في مطعم السجن وطالبوا بالإفراج عنهم، وقد حكم عليه بعد هذه الحادثة بالسجن لـ19 عاماً إضافية.
في عام 2016 رفضت المحكمة النمساوية طلبا للإفراج عنه بعد قضائه أكثر من ثلاثين عاما في السجن.

## وفاته
توفي يوم الجمعة 13 سبتمبر في قسم المرضى في سجن شتاين [الألمانية] في بلدة كريمس الواقعة في غرب فيينا، ودفن في القسم الإسلامي من مقبرة فيينا المركزية.